# Ustaritz
Ustaritz is een gemeente in het Franse departement Pyrénées-Atlantiques (regio Nouvelle-Aquitaine). De plaats maakt deel uit van het arrondissement Bayonne. Ustaritz telde op 1 januari 2022 7.684 inwoners.

## Geografie
De oppervlakte van Ustaritz bedroeg op 1 januari 2022 32,75 vierkante kilometer; de bevolkingsdichtheid was toen 234,6 inwoners per km².

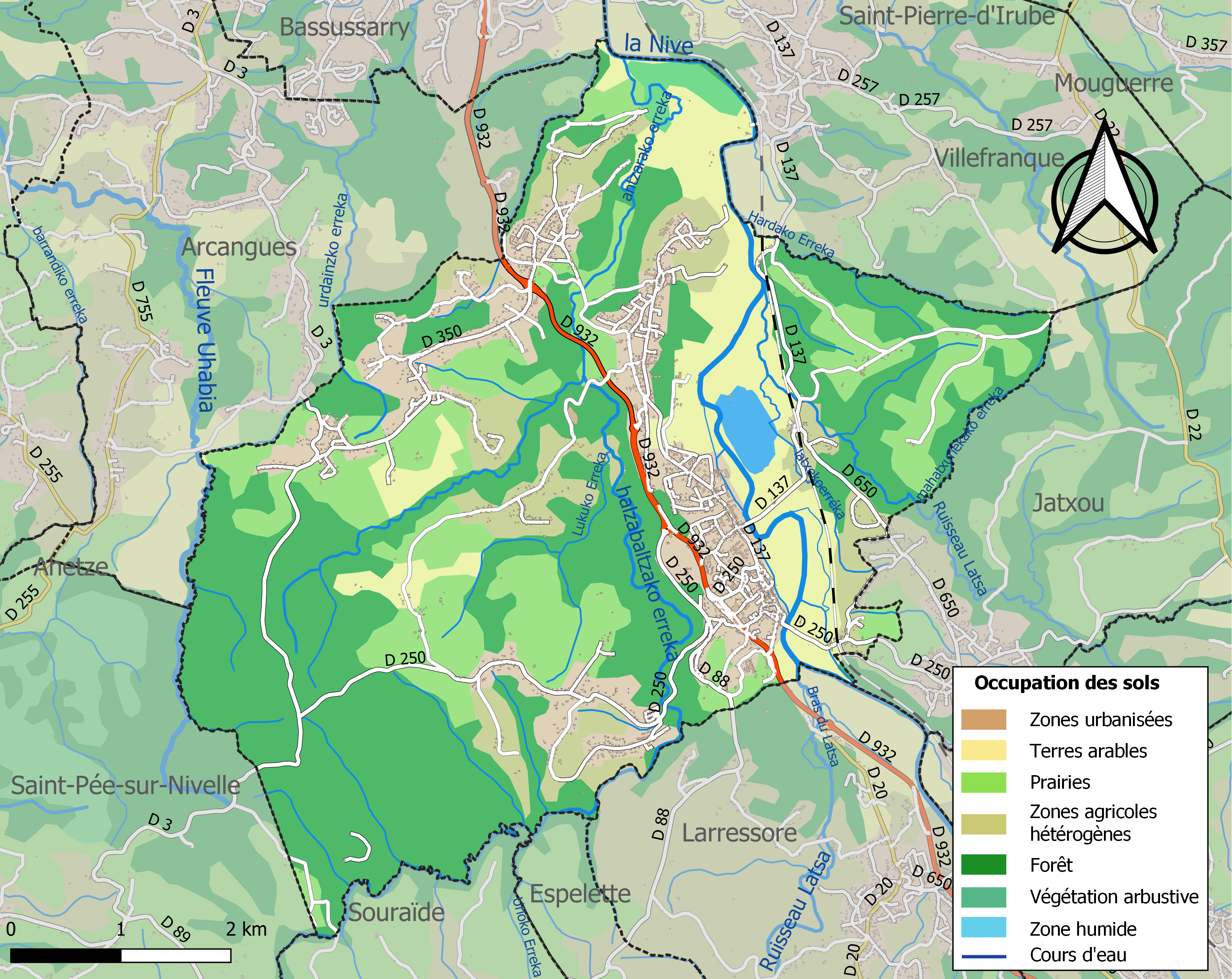
Kaart van de gemeente met belangrijkste infrastructuur, bodemgebruik en omliggende gemeenten

## Verkeer en vervoer
In de gemeente liggen de spoorweghaltes  Jatxou en Ustaritz.

## Demografie
Onderstaande figuur toont het verloop van het inwonertal (bron: INSEE-tellingen).